# Lijst van vlaggen van de Verenigde Arabische Emiraten
Dit is een lijst van vlaggen van de Verenigde Arabische Emiraten.

## Nationale vlag (perFIAV-codering)
|          | Civiele vlag | Staatsvlag | Oorlogsvlag |
| -------- | ------------ | ---------- | ----------- |
| Te land  | · ?          | · ?        | · ?         |
| Te water | · ?          | · ?        | · ?         |

## Vlaggen van bestuurders
| Vlag | Periode    | Functie                                                   | Beschrijving |
| ---- | ---------- | --------------------------------------------------------- | --- |
|      | 1973–2008  | Vlag van de president van de Verenigde Arabische Emiraten | Een horizontale driekleur van groen, wit en zwart met een verticale rode balk van 1⁄4 breed aan de hijs met het embleem in het midden. |
|      | 2008–heden | Vlag van de president van de Verenigde Arabische Emiraten | Een horizontale driekleur van groen, wit en zwart met een verticale rode balk van 1⁄4 breed aan de hijs met het embleem in het midden. |

## Militaire vlaggen
| Vlag | Periode    | Functie                                                        | Beschrijving                                                                                      |
| ---- | ---------- | -------------------------------------------------------------- | ------------------------------------------------------------------------------------------------- |
|      | 1976–heden | Vlag van de strijdkrachten van de Verenigde Arabische Emiraten | Een rood veld met de nationale vlag op het kanton, afgezet met het embleem van de strijdkrachten. |
|      | 1951–heden | Vlag van het leger van de Verenigde Arabische Emiraten         | Een rood veld met het embleem van het leger in het midden.                                        |
|      | 1968–heden | Vlag van de luchtmacht van de Verenigde Arabische Emiraten     | Een blauw veld met het embleem van de luchtmacht in het midden.                                   |